# Póvoa de Santo Adrião
Póvoa de Santo Adrião – parafia (freguesia) gminy Odivelas i jednocześnie miejscowość w Portugalii. W 2011 liczyła 13 061 mieszkańców na obszarze 0,78 km².